# Federico Salomone
Federico Salomone (Chieti, 1º maggio 1825 – Napoli, 12 aprile 1884) è stato un patriota e politico italiano.

## Biografia
Nato a Chieti nel 1825, studiò a Napoli nel Real Collegio Militare della Nunziatella. Agli inizi di ottobre del 1848 partì volontario per la prima guerra d'indipendenza. Dopo la guerra si dimise dalle Guardie del Corpo Reale di Napoli e andò in esilio, dapprima nello Stato Pontificio, poi a Genova e infine in Svizzera.
Il 16 maggio 1859 si arruolò nella Divisione Mezzacapo dell'Esercito Piemontese, organizzata in Toscana da Luigi Mezzacapo con volontari delle regioni del centro Italia. Ebbe l'incarico di organizzare l'artiglieria del 2º corpo dell'Italia centrale.
Nel 1860 si arruolò nelle Camicie rosse di Giuseppe Garibaldi e prese parte alla Spedizione dei Mille. Fu al comando del battaglione dei carabinieri genovesi, combattendo nelle zone di Milazzo e di Messina. In seguito, su proposta di Enrico Cosenz e di Giuseppe Sirtori, fu nominato da Garibaldi commissario straordinario di Avellino, maggiore di Stato maggiore e infine maggiore in I grado dei Reali Carabinieri. 
Combatté al fianco di Garibaldi anche nell'Aspromonte (1862), nel Tirolo (1866) al comando del 2º reggimento dei Cacciatori delle Alpi, e a Mentana (1867) guidando la colonna, da lui organizzata, di volontari abruzzesi e assumendo il comando del 1º battaglione.
Si candidò alla Camera dei deputati del Regno d'Italia alle elezioni politiche del 1865, venendo eletto deputato per la IX legislatura (1865-1867) nei collegi di Napoli e di San Demetrio ne' Vestini, optando per il secondo. Fu eletto anche per la X legislatura (1867-1870) nello stesso collegio e per la XIII legislatura (1876-1880) in quello di Cittaducale.
Nel 1882 fu a capo, insieme a Carlo Gambuzzi, della scorta d'onore di Garibaldi durante il viaggio nelle regioni del Sud e in Sicilia. Morì a Napoli nel 1884.
È a lui dedicata una delle vie principali della sua città natale, Chieti.